# Шалене серце (фільм, 2009)
«Шалене серце» (англ. Crazy Heart) — американський фільм-мюзикл, знятий у 2009 році американським режисером Скотом Купером за однойменним романом Томаса Кобба. Переможець премії «Оскар» 2009 року в номінаціях «Найкраща чоловіча роль» — Джефф Бріджес — та «Найкраща пісня до фільму» — «The Weary Kind».

## Сюжет
Отіс «Бед» Блейк (Джефф Бріджес) — 57-річний старіючий алкоголік, колись відомий кантрі-співак. Тепер він заробляє на життя грою на гітарі в маленьких міських барах, у південно-західних Сполучених Штатах. Маючи серію невдалих шлюбів, Бед залишився без сім'ї. У нього є 28-річний син, якого він не бачив 24 роки. В основному Блейк роз'їжджає з гастролями, зупиняючись у дешевих мотелях і поодинці подорожуючи у своєму старому автомобілі.
Ентер Джин Креддок (Меггі Джилленгол), молода журналістка, після розлучення, з чотирирічним сином, Бадді (Джек Нейшн). Вона бере інтерв'ю у Блейка, і з цього починаються їхні стосунки. Джин з сином стають стимулом для Беда до повернення до нормального життя. При цьому він починає відновлювати професійні стосунки з Томмі Світом (Колін Фаррелл), популярною і успішною зіркою кантрі-музики, якого він колись навчав. Грає на розігріві на концерті Томмі, незважаючи на його споконвічні сперечання зі своїм менеджером і вражену гордість. Він просить, щоб Томмі записав з ним альбом, але Томмі натомість пропонує, щоб він сконцентрувався на написанні пісень, які Томмі буде в подальшому виконувати соло.
Відносини Беда з Джин змушують переосмислити своє життя. Він дзвонить своєму синові, але розмова закінчується тим, що син кидає трубку. Алкоголізм виходить з-під контролю, і Джейк потрапляє в аварію, з'їжджаючи з дороги. У лікарні доктор повідомляє йому, що, хоча він всього лише зламав щиколотку при аварії, він повільно вбиває себе, і йому варто було б припинити пити і курити, а також скинути 25 фунтів. Після випадку, коли Бед губить Бадді в торговому центрі, випивши в барі, Джин розлучається з ним.
Втративши Джин з сином, що стали його єдиною родиною, Бед шукає допомоги в спільноті Анонімних Алкоголіків, і це, разом з його старим другом Уейном (Роберт Дювалл), допомагає йому. Він пише найкращу на його думку свою пісню, «The Weary Kind», продає її Томмі. Налагодивши життя, він пробує возз'єднатися з Джин, але вона каже йому, що найкраща річ, яку він може зробити для неї і Бадді, це залишити їх.
Шістнадцять місяців потому Бед стикається з Джин, коли вона підходить до нього на автостоянці за сценою одного з концертів Томмі. Ми бачимо Беда, який наглядає за Томмі, який виконує його пісню «The Weary Kind», в той час як менеджер Беда віддає йому чек на велику суму за пісню. Блейк бачить діамантову каблучку на пальці Джин. Віддає їй чек, сказавши подарувати його Бадді на 18-річчя. Фільм закінчується сценою, в якій Джин бере інтерв'ю у Беда, обоє сидять на столику для пікніка на краю парковки. Мальовничий краєвид, долинають звуки музики Томмі з концерту неподалік.

## У фільмі знімались
- Джефф Бріджес — Отіс «Бед» Блейк
- Меггі Джилленгол — Джин Креддок
- Колін Фаррелл — Томмі Світ
- Роберт Дювалл — Вейн Крамер
- Бет Ґрант — Джоанн
- Енні Корлі — Донна
- Том Боєр — Білл Вілсон
- Джек Нейшн — Бадді

## Цікаві факти
- Фільм був знятий за 24 дні.

## Переклад на українську
Канал: 1+1
Переклад: багатоголосий закадровий
Ролі озвучили: Євген Пашин, Олег Лепенець, Дмитро Завадський і Людмила Ардельян